# Ernst Amme
Ernst Amme (* 11. Januar 1863 in Uetze; † 20. Dezember 1930 in Mukden, China) war ein deutscher Maschinenbau-Ingenieur und Unternehmer.

## Leben
Der Müllerssohn Ernst Amme arbeitete nach seinem Studium zunächst in der Braunschweiger Maschinenfabrik und Mühlenbauanstalt G. Luther. Im Jahre 1895 gründete er in Braunschweig zusammen mit seinen ehemaligen Arbeitskollegen Carl Giesecke und Julius Konegen die Mühlenbauanstalt Amme, Giesecke & Konegen (AGK). Im Jahr 1908 war das Unternehmen mit 2.300 Mitarbeitern die größte Maschinenfabrik im Herzogtum Braunschweig. Nach der Rüstungsproduktion während des Ersten Weltkriegs und der Rückkehr zur Friedensproduktion fusionierte die AGK 1925 mit drei weiteren Mühlenbau-Unternehmen, darunter auch die Luther AG und firmierte nun als Mühlenbau- und Industrie-Aktiengesellschaft (MIAG), die 1972 von der Bühler AG übernommen wurde.
Ernst Amme wurde im Jahre 1912 zum Kommerzienrat ernannt und erhielt am 27. Oktober 1919 die Ehrendoktorwürde der Technischen Hochschule Braunschweig. Er war Mitglied des Braunschweigischen Landtags und der Freimaurerloge Carl zur gekrönten Säule in Braunschweig. Er war auch Mitglied des Vereins Deutscher Ingenieure (VDI) und des Braunschweiger Bezirksvereins des VDI. Amme starb 1930 auf einer Geschäftsreise in China.
Ernst Amme war mit Elisabeth Engelke verheiratet. Das Ehepaar hatte, bis hier überliefert, eine Tochter Charlotte (1901–1942), die mit dem Rittergutsbesitzer Franz Helmut von Langenn-Steinkeller (1889–1983), Pächter, dann Besitzer des Gutes in Bellin im ostbrandenburgischen Kreis Königsberg/Nm., verheiratet war.
Zum 1. Januar 1935 wurde in Braunschweig die vom Neustadtring nach Norden abzweigende Roßstraße in Ernst-Amme-Straße umbenannt.